# Обсада на Павия (773 – 774)
Вижте пояснителната страница за други значения на Битки при Павия.
Обсадата на Павия, главният град на Лангобардското кралство, от франкската войска на Карл Велики, се състои през зимата и пролетта на 773/774 г. Тя трае девет месеца и завършва на 4 юни 774 г. с превземането на града от Франките. В битката участва и Бернхард, син на Карл Мартел.
С тази загуба на лангобардите и по-късното превземане на Бергамо завършва историята на Лангобардското кралство като независима държава. Карл Велики (rex Francorum) взема, един ден след завладяването на Павия, на 5 юни 774 г. титлата „Крал на лангобардите“. Той изгонва своя противник и тъст Дезидерий във франкския манастир Корби.